# Ectoedemia festivitatis
Ectoedemia festivitatis là một loài bướm đêm thuộc họ Nepticulidae. Nó được tìm thấy ở Nepal, Trung Quốc (Vân Nam) và miền bắc Việt Nam (Fan Si Pan). It is probably more widespread in tây nam Asia.
The habitat consists of secondary or degraded forest or shrub vegetation in mountainous areas.
Sải cánh dài 4.0-6.6 mm. Con trưởng thành bay vào tháng 8, tháng 10 và from tháng 1
to tháng 3. Có từ 2 lứa trở lên trong năm.
Ấu trùng ăn shrubby species of Hypericum species, bao gồm Hypericum beanii, Hypericum henryi, Hypericum hookerianum, Hypericum uralum và possibly Hypericum petiolulatum và Hypericum oblongifolium. Chúng ăn lá nơi chúng làm tổ. 

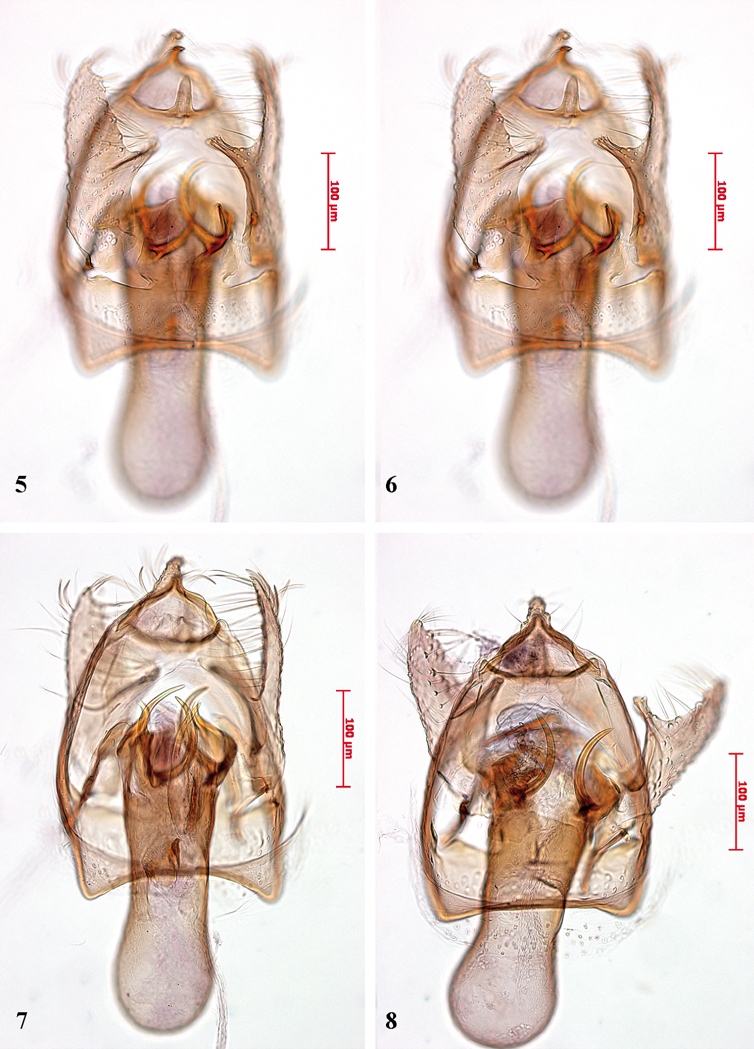
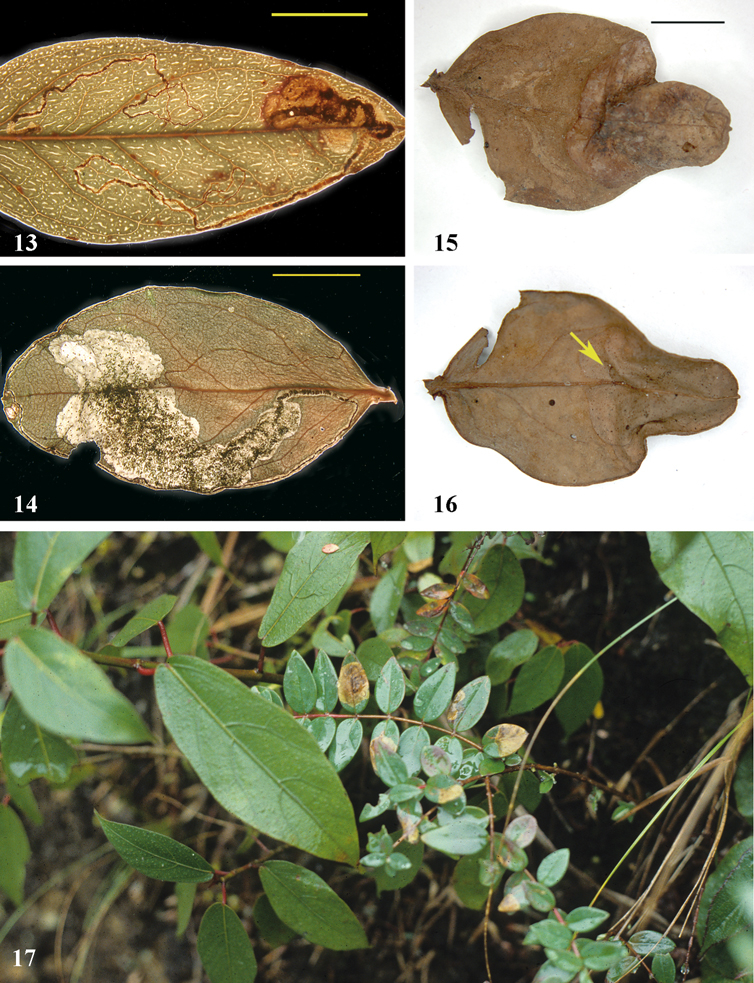